# Coladeira
A coladeira (koladera em crioulo cabo-verdiano) é um género musical e de dança de Cabo Verde.

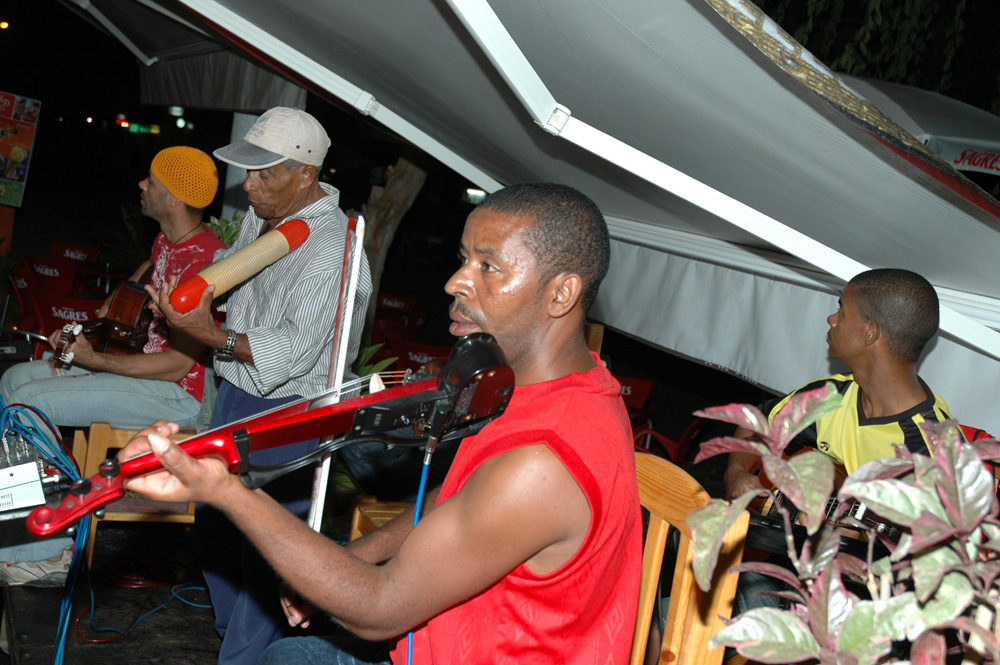
Músicos cabo-verdianos a actuar.

## Como género musical
Como género musical, a coladeira caracteriza-se por ter um andamento variável de allegro a andante, um compasso binário, e, na sua forma mais tradicional, ter uma estrutura harmónica baseada no ciclo de quintas, enquanto que a estrutura poética se organiza em estrofes que vão alternando com um refrão. A coladeira é quase sempre monotónica, ou seja, composta apenas numa tonalidade. Composições que utilizam mais do que uma tonalidade são raras, e geralmente trata-se de passagens de uma tonalidade menor para maior, ou vice-versa.

### Estrutura harmónica
Conforme foi dito anteriormente, na sua forma mais tradicional a coladeira obedece a um ciclo de quintas. Essa característica é uma herança directa da morna (ver artigo principal — morna). Mesmo assim, muitos compositores (sobretudo compositores mais recentes) nem sempre empregam essa estrutura.

### Estrutura melódica
Também na linha melódica encontram-se características similares à morna (ver artigo principal — morna), como por exemplo, a alternância entre as estrofes principais e o refrão, embora ultimamente a influência do zouk tenha modificado um pouco isso.

### Temática
Geralmente, os temas mais abordados pela coladeira são sátiras, críticas sociais, relatos jocosos e temas alegres e lúdicos. Segundo C. Gonçalves, os temas originais da morna da Boa Vista seriam precisamente estes. Mas depois da mudança de temas na passagem da morna da Boa Vista para a morna da Brava, o género emergente da coladeira ter-se-ia apoderado da temática inicial da morna da Boa Vista. Essa temática faz lembrar os temas abordados pelas cantigas de escárnio e maldizer medievais portuguesas.
Mais recentemente, a temática da coladeira tem-se alargado para incluir temas variados desde sentimentos românticos até composições de carácter político.

### Instrumentação
A composição de um agrupamento tradicional para tocar coladeira não é fixa. Um agrupamento médio pode integrar para além de uma guitarra (chamada popularmente de «violão» em Cabo Verde) um cavaquinho (que executa os acordes ritmicamente), um instrumento solista para além da voz do cantor, e algum instrumento de percussão. Um agrupamento maior já pode conter ainda mais um violão, um baixo acústico, mais do que um instrumento solista (violino — chamado popularmente de «rabeca» em Cabo Verde—, clarinete, trompete, etc.) e vários instrumentos de percussão (chocalho, reco-reco, caneca, tumbas, etc.).
A maneira específica de dedilhar as cordas num violão é chamada popularmente, em Cabo Verde, de «mãozada». A mãozada da coladeira articula um baixo (executado com o polegar, marcando a acentuação do ritmo) com acordes (executados com os outros dedos, ritmicamente).
A partir dos anos 60 de século XX, assiste-se à electrificação da coladeira, em que os instrumentos de percussão são substituídos pela bateria, e o jogo de baixo/acompanhamento executado no violão é substituído pela baixo elétrico e pela guitarra eléctrica. Nos anos 80 assiste-se ao uso em grande escala de instrumentos electrónicos (sintetizadores, caixas de ritmos), uso esse que é muito apreciado por uns e criticado por outros. Nos fins dos anos 90, assiste-se a um retorno às raízes, onde interpretações unplugged (acústicas) voltam a ser procuradas.
Na sua forma mais tradicional, a música começa por uma introdução executada pelo instrumento solista (introdução essa, geralmente com a mesma melodia que o refrão), e depois a música estrutura-se numa alternância entre as estrofes principais e o refrão. Aproximadamente depois do meio da música, em vez do refrão cantado o instrumento solista executa um improviso. Compositores mais recentes, no entanto, nem sempre seguem esta sequência.

## Como dança
Como dança, a coladeira constitui uma dança de salão, dançada aos pares. Os executantes dançam com um braço a enlaçar o parceiro enquanto que com o outro braço mantêm as mãos dadas. A dança é efectuada imprimindo duas oscilações do corpo e uma ondulação dos ombros, para um lado, num compasso da música, enquanto que no compasso seguinte as oscilações são feitas para o outro lado.

## História

### 1.º período
A palavra koladera significava originariamente o acto de sair à rua e cantar o colá. Segundo a tradição oral, um novo género musical teria surgido nos anos 30 quando o compositor Anton’ Tchitch’ teria acelerado voluntariamente o andamento de uma morna. Alguém no público teria gritado «já Bocê v’rá-’l n’ um coladêra» (você já a transformou numa coladeira), ou seja, uma morna interpretada com um andamento e uma vivacidade de uma koladera. Tecnicamente, a coladeira teria então surgido da divisão das figuras da morna para metade da sua duração, através da aceleração do andamento.
Pouco a pouco, esse novo género musical foi se sedimentando, absorvendo influências musicais diversas, nomeadamente da música brasileira. De São Vicente, esse género passou para as outras ilhas, surgindo então duas escolas, cada uma com um estilo próprio: uma em Barlavento, centrada em Mindelo, outra em Sotavento, centrada na Praia.

### 2.º período
A partir dos 50 vão surgindo na coladeira inovações paralelas às que foram surgindo com a morna. É neste período que se começam a usar instrumentos eléctricos e que se começa a divulgar internacionalmente a coladeira, quer através de interpretações no estrangeiro, quer através de produção discográfica. A coladeira continua a sofrer influências externas, como por exemplo, a música brasileira, mas também alguma influência de música anglo-saxónica. Nos anos 70, com o surgimento de movimentos de libertação ao colonialismo e ligação a países socialistas, outras influências vieram juntar-se à coladeira, como por exemplo música latino-americana (rumba, salsa, cúmbia) e música africana (sobretudo de Angola e Guiné-Bissau).
Em termos de estrutura musical, pouco a pouco a coladeira vai perdendo traços que ainda a identificavam com a morna. É neste período também que se estabelece a dicotomia morna \ coladeira.

### 3.º período
A partir dos anos 80 assiste-se à forte influência do zouk das Antilhas na música de Cabo Verde. Essa influência provavelmente se deve ao facto de ritmicamente o zouk ter algumas analogias com a coladeira e também provavelmente devido a algumas analogias culturais entre as Antilhas e Cabo Verde (o facto de serem ilhas, o facto de a população também falar um crioulo, o facto da população ser também mestiça, etc.).
Essa influência não é tão recente como às vezes se pensa, já nos fins dos anos 70 existia alguma influência da música de Haiti, mas é a partir da segunda metade dos anos 80 que se nota a influência das Antilhas Francesas, devido ao sucesso comercial crescente de certos grupos em França (por exemplo, Kassav’).
Embora alguns puristas não vejam com bons olhos a influência do zouk em Cabo Verde, o certo é que já se tornou um sucesso comercial. É sobretudo nas camadas mais jovens e em músicos cabo-verdianos no estrangeiro que se encontram apreciadores e praticantes desta variante da coladeira. Verifica-se também, nesta altura, a excessiva comercialização e banalização da coladeira influenciada pelo zouk.

## Variantes da coladeira
Apesar de se tratar de um género musical relativamente recente, a coladeira já conta com algumas variantes:

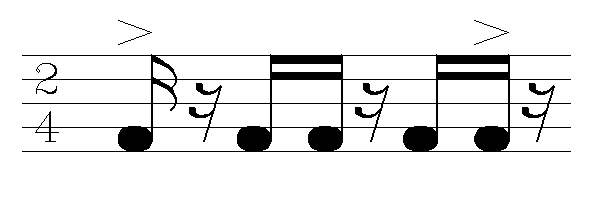
Modelo rítmico da coladeira, 106~120 bpm.

### A coladeira propriamente dita
Sendo um sucedâneo da morna, é natural que a coladeira compartilhe uma série de características daquela, como a sequência harmónica, a estrutura dos versos, e uma melodia que varia muito e sincopada. Segundo J. Monteiro, a verdadeira coladeira é aquela que resulta da morna. Portanto, se a morna é normalmente interpretada com um andamento de 60 bpm, a coladeira deveria ter um andamento de 120 bpm. No entanto, isso nem sempre se verifica.
Isto deve-se à presença de dois estilos extremos na década de 50 desta variante da coladeira, que corresponde à preferência de certos compositores: o estilo «Ti Goy» possui um andamento mais lento (moderato), uma melodia mais simples, a série de 3 acordes tradicionais, o uso de rimas e uma temática mais sarcástica; o estilo «Tony Marques» possui um andamento mais rápido (allegro), uma melodia bem adaptada à rítmica, uma sequência de acordes mais rica, com meios-tons, e uma temática mais variada.
Posteriormente, estes dois estilos influenciaram-se mutuamente, e as composições e interpretações a partir da década de 60 resultam numa amálgama dos dois estilos referidos anteriormente.
Nesta variante da coladeira o baixo efectuado na mãozada vai marcando cada tempo do compasso.

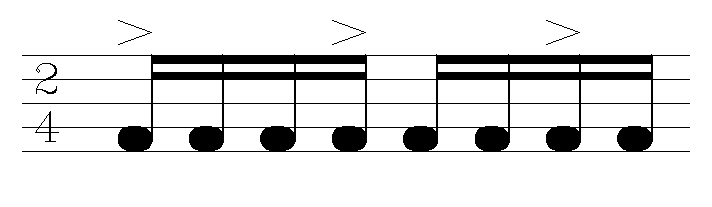
Modelo rítmico da coladeira lenta, ± 92 bpm.

### A coladeira lenta
O lundum é um género musical que outrora já foi muito praticado em Cabo Verde. Hoje em dia esse género não é mais conhecido. Na Boa Vista subsiste, não como género musical, mas como nome de uma peça musical específica, interpretada em casamentos.
No entanto o lundum não desapareceu totalmente. Para além da transformação do lundum em morna (ver artigo principal — morna), o lundum foi absorvendo elementos externos, como por exemplo da bossa nova e do samba-canção brasileiros, e posteriormente do género emergente coladeira. Hoje em dia, essa variante é mais conhecida por coladeira lenta, e também já foi denominada de toada ou contratempo. Devido a algumas analogias com a bossa-nova é ocasionalmente também chamada de cola-samba ou coladeira sambada. Trata-se de uma variante da coladeira com um andamento mais lento (andante), estrutura mais simples que a morna, e acentuação rítmica da melodia no primeiro tempo e no último meio-tempo do compasso. Talvez a música mais conhecida internacionalmente desta variante da coladeira é a música «Sodade» interpretada por Cesária Évora.
Nesta variante da coladeira o baixo efectuado na mãozada vai marcando o primeiro e último quartos de tempo, de cada tempo do compasso.

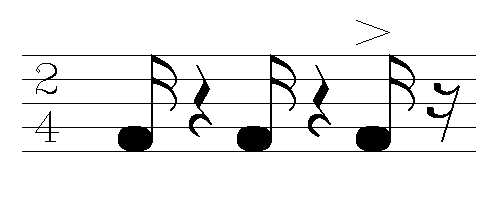
Modelo rítmico do cola-zouk, 90-120 bpm.

### O cola-zouk
Conforme já foi dito, a partir dos anos 80 verifica-se a forte influência do zouk. Em alguns casos deu-se a fusão do zouk com a coladeira, a que alguns autores deram nomes variados como cola-dance, cola-zouk, cabo-swing, cabo-love, etc.
Mas noutros casos a interpretação é praticamente uma cópia do zouk. Nesta variante, o ritmo tem a mesma acentuação que o zouk, a instrumentação também é copiada do zouk, a acentuação melódica é diferente, a síncope é efectuada noutros contextos e a linha melódica é menos contínua que a coladeira tradicional, havendo pausas. As sequências harmónicas são das mais diversas, raramente aparecendo a estrutura baseada no ciclo de quintas. A própria estrutura da composição é diferente da tradicional alternância entre os versos principais e o refrão que se verifica na coladeira e na morna, e a organização dos versos nas estrofes não é tão fixa como na coladeira e na morna.

## Exemplos de coladeiras
- Coladeira
  - «Saud’», tradicional
interpretada por Nancy Vieira no álbum «Segred» (ed. HM Música, Lisboa — 2004)
  - «Tchapeu di padja», tradicional
interpretada por Simentera no álbum «Cabo Verde em serenata» (ed. Mélodie, Paris — 2000)
  - «Carnaval d’ intentaçõ» de Tony Marques
interpretada por Mité Costa e Djosinha  no álbum ? (ed. ? ?  — 19??)
  - «Teresinha» de Ti Goi
interpretada por Bana no álbum «?» (ed. Discos Monte Cara — 19??)
  - «C’mê catchorr’» de Manuel de Novas
interpretada por Manecas Matos no álbum Lamento de um Emigrante (ed. ?, ? — 1986)
  - «Bêju cu jêtu» de Réné Cabral
interpretada por Cabral & Cabo Verde Show no álbum «Bêju cu jêtu» (ed. Syllart, ?, Ref: CD 38778-2 — 19??)
  - «Paródia familiar» de Alcides Spencer Brito
interpretada por Ildo Lobo no álbum «Incondicional» (ed. Lusáfrica, Paris — 2004)
- Coladeira lenta
  - «Curral ca tem capód’», tradicional
interpretada por Djalunga no álbum «Amor fingido» (ed. ?, ? — 2000)
  - «Sodade» de Armando Zeferino Soares
interpretada por Cesária Évora no álbum «Miss Perfumado» (ed. Lusáfrica, Paris — 1992)
  - «Cabo Verde, poema tropical» de Miquinha
interpretada por Paulino Vieira no álbum «Cabo Verde, Poema tropical» de Quirino do Canto (ed. ?, ? — 1985)
  - «Nha Codê», de Pedro Cardoso
interpretada por Simentera no álbum «Raiz» (ed. Mélodie, Paris — 1995)
  - «Apocalipse» de Manuel de Novas
interpretado por Dudú Araújo no álbum «Nha visão» (ed. Sons d’África — 199?)
- Cola-zouk
  - «Rosinha» de Jorge Neto
interpretado por Livity no álbum «Harmonia» (ed. ?, ? — 1989)
  - «Si m’ sabeba» de Beto Dias
interpretado por Beto Dias no álbum ? (ed. ?, ? — 1995)
  - «Bye-bye, my love» de Gil Semedo
interpretado por Gil & The Perfects no álbum «Separadu» (ed. GIVA, ? — 1994)
  - «Tudu ta fica» de Djoy Delgado
interpretado por Unimusicabo no álbum «Help Fogo» (ed. MESA Pro, ? — 1995)
  - «Tudu pa bô» de Suzanna Lubrano
interpretado por Suzanna Lubrano no álbum «Tudu pa bô» (ed. ?, ? — 2003)